# Molla Mallory
Anna Margarethe Bjurstedt Mallory, detta Molla (Oslo, 6 marzo 1884 – Stoccolma, 22 novembre 1959), è stata una tennista norvegese naturalizzata statunitense.

## Biografia
Nata in Norvegia, iniziò a praticare tennis a livello professionistico nel suo stato natale. Si trasferì nel 1915 negli Stati Uniti, a New York, ottenendo in seguito anche la cittadinanza statunitense.
Ai giochi della V Olimpiade conquistò una medaglia di bronzo. 
Robert Kelleher la definì combattente (fighter).
Vinse otto U.S. Championships (predecessore dello U.S. Open), di cui quattro titoli consecutivi, dal 1915 al 1918:
| Anno | Torneo                 | Avversario in finale      | Punteggio     |
| 1915 | U.S. Championships     | Hazel Hotchkiss Wightman  | 4–6, 6–2, 6–0 |
| 1916 | U.S. Championships (2) | Louise Hammond Raymond    | 6–0, 6–1      |
| 1917 | U.S. Championships (3) | Marion Vanderhoef         | 4–6, 6–0, 6–2 |
| 1918 | U.S. Championships (4) | Eleanor Goss              | 6–4, 6–3      |
| 1920 | U.S. Championships (5) | Marion Zinderstein Jessup | 6–3, 6–1      |
| 1921 | U.S. Championships (6) | Mary Browne               | 4–6, 6–4, 6–2 |
| 1922 | U.S. Championships (7) | Helen Wills Moody         | 6–3, 6–1      |
| 1926 | U.S. Championships (8) | Elizabeth Ryan            | 4–6, 6–4, 9–7 |

Molla Mallory fu tra le prime dieci tenniste nel ranking dal 1921 sino 1927, giungendo al numero 2 negli anni 1921 e 1922.

## Riconoscimenti
- International Tennis Hall of Fame, 1958.